# Алексеевка (Ногинский район)
Алексе́евка — деревня в Богородском городском округе Московской области.

## Население
| 1852 | 1859 | 1890 | 1926 | 2002 | 2006 | 2010 |
| ---- | ---- | ---- | ---- | ---- | ---- | ---- |
| 114  | ↗121 | ↘58  | ↗74  | ↘4   | ↘3   | ↗22  |

## География
Деревня расположена на юге Ногинского района к югу от посёлка городского типа Обухово и деревни Ивашево, со всех сторон окружена лесом. Рядом с деревней располагаются многочисленные пруды.

## Транспорт
В Алексеевке нет общественного транспорта. В начале 2000-х в деревню была проведена асфальтированная двухполосная дорога (ранее сообщение с другими населёнными пунктами осуществлялось по грунтовке). В трёх километрах к северо-западу от Алексеевки расположена железнодорожная станция Ярославского направления Колонтаево. Ближайшая автобусная остановка находится в с. Ивашево, в 2-х километрах к северу от Алексеевки. Оттуда можно уехать в г. Электроугли или районный центр г. Ногинск.